# Массон, Шарль
Шарль Франсуа Филибер Массон "де Бламон" (Charles François Philibert Masson; 1761—1807) — французский мемуарист и поэт-дилетант.
В юности работал подмастерьем часовщика в Невшателе. Переехал в Россию в конце 1786 года по предложению старшего брата Пьера-Андре Массона, который убедил П. И. Мелиссино принять его преподавателем в Артиллерийский и инженерный кадетский корпус. Во время службы в корпусе познакомился с Аракчеевым. С 1789 года — один из адъютантов графа Н. И. Салтыкова (вёл его переписку с иностранными корреспондентами) и воспитатель его сыновей, камер-юнкеров Дмитрия, Александра и Сергея. Получив эту должность, был произведён из поручика в капитаны драгунского полка. Не без покровительства Салтыкова Массон был определён учителем математики к великим князьям. В 1795 году назначен секретарём к великому князю Александру Павловичу с зачислением в Екатеринославский гренадёрский полк. В этом же году женился на дочери барона Розена.
Павел I, вступив на престол, заподозрил братьев Массонов в якобинских симпатиях и в конце 1796 года распорядился выдворить их из Петербурга в Курляндию. До 1800 года Шарль Массон не мог выхлопотать разрешения на въезд во Францию. Его жена и маленькая дочь оставались в России. В конце 1790-х годов Массон на некоторое время нашёл приют в Пруссии, в имении одного из своих знакомых, графа Лендорфа, где и написал «Секретные записки».
После четырёх лет странствий он наконец вернулся на родину и по протекции Л. Бонапарта устроился в Кобленце в администрацию департамента Рейн-Мозель. В 1803 году было напечатано составленное им «Статистическое описание департамента Рейн-Мозель».
Дочь Массона, красавица Ольга, вела в Петербурге жизнь куртизанки. К ней обращено эротическое стихотворение Пушкина «Ольга, крестница Киприды…» (1819).

## Сочинения
Во время своего пребывания в России Массон сочинял поэмы и панегирики в честь великого князя Александра и других своих покровителей, в Европе после изгнания  — поэмы революционной и сказочной тематики.
«Секретные записки о России», охватывающие период царствования Екатерины II и Павла I, были составлены в имении прусского графа Лендорфа. Первые 2 тома одновременно вышли в Париже и в Амстердаме. В 1802 году вышел третий том. В 1804 году были переизданы с дополнением 4 тома, в котором содержался пространный ответ Массона на критику Августа Коцебу. Сразу по выходе французского оригинала записки были изданы в Англии в переводе на английский язык и с некоторыми купюрами. Немецкоязычное издание появилось через 40 лет. В России книга была запрещена, хотя оставалась известна. Биография автора привлекала постоянное внимание отечественных исследователей, начиная с 1870-х годов. Первый русскоязычный перевод части записок издан только в конце 1910-х годов, полный перевод всех трех томов  — в 2022 году.

## Публикации
- Ельмина, или Неувядаемый цветок: Нравоучительная повесть для девиц: Сочиненная для её высочества, принцессы Вильгельмины Курляндской: Перевод с французского. — Москва: В Университетской типографии, у В. Окорокова, 1793. — 32 с.
- [Masson]. Mémoires secrets sur la Russie, et particulièrement sur la fin du règne de Catherine II et le commencement de celui de Paul I. Paris: chez Charles Pougens, 1800—1802.
- Массон Ш. Секретные записки о России времени царствования Екатерины II и Павла I: Наблюдения француза, жившего при дворе, о придворных нравах, демонстрирующее незаурядную наблюдательность и осведомленность автора / [Вступ. ст. Е. Э. Ляминой, А. М. Пескова; подгот. текста и коммент. Е. Э. Ляминой, Е. Е. Пастернак]. — М.: Новое литературное обозрения, 1996. — 208 с. — (Россия в мемуарах).
- Массон Ш. Секретные записки о России конца XVIII века [Пер., комм., вступ. ст. А. Н. Спащанского] . — М.: Кучково поле, 2022. — 607 с.